# Renaud Pioline
Pour les articles homonymes, voir Pioline.
Renaud Pioline (né le 28 septembre 1984 à Aubervilliers) est un coureur cycliste français.

## Biographie
Alors qu'il avait annoncé l'arrêt de sa carrière fin 2015, l'ancien professionnel d'Auber 93 et coureur de l'AVC Aix-en-Provence s'engage finalement avec le SC Nice Jollywear pour 2016.
En 2018, Renaud Pioline intègre le Martigues SC-Drag Bicycles. En 2019, il devient champion de France de VTT cross-country dans la catégorie masters des 30-34 ans.

## Palmarès
- 2001
  - 3e du championnat d'Île-de-France de cyclo-cross juniors
- 2004
  - Grand Prix de Châteaudun
  - 2e de Paris-Ézy
- 2005
  - 3e de Paris-Mantes-en-Yvelines
- 2006
  - 2e de Paris-Ézy
  - 2e du Grand Prix de Waregem
- 2007
  - 3e de Paris-Évreux
- 2008
  - 2e du Circuit méditerranéen
  - 3e de la Ronde de l'Oise
- 2009
  - 3e de Paris-Ézy
- 2010
  - La Gainsbarre
  - Deux Jours cyclistes du Perche :
    - Classement général
    - 3e étape

  - 5e étape du Tour Nivernais Morvan
  - 2e du Grand Prix de Montauroux
  - 2e du Prix de la Saint-Laurent
  - 2e de Paris-Connerré
- 2011
  - 3e étape du Tour du Beaujolais
  - Grand Prix Cristal Energie
  - Grand Prix de la Libération à Hyères
  - 3e du Grand Prix Souvenir Jean-Masse
- 2012
  - Boucles de Ciprières
  - 5e étape du Tour Nivernais Morvan
  - 4e étape des Quatre Jours des As-en-Provence
  - 2e du Grand Prix de la ville de Buxerolles
  - 3e de la Ronde de La Londe-les-Maures
- 2013
  - Grand Prix Midi Prim
  - 3e étape du Tour de Nouvelle-Calédonie
- 2014
  - Champion du PACA sur route
  - 4e étape du Tour de Côte-d'Or
  - 3e du Grand Prix de Vence
- 2015
  - Grand Prix de Bras
  - Quatre Jours des As-en-Provence :
    - Classement général
    - 1re et 3ea (contre-la-montre par équipes) étapes

  - 2e du Grand Prix d'Ampus
- 2016
  - Grand Prix de Lorgues
- 2018
  - 2e de la Ronde Vénitienne
- 2019
  -  Champion de France de cross-country masters (30-34 ans)

## Classements mondiaux
| Année           | 2005 | 2006 | 2007 | 2008 | 2009 | 2010   | 2011 | 2012 | 2013 | 2014 | 2015 |
| --------------- | ---- | ---- | ---- | ---- | ---- | ------ | ---- | ---- | ---- | ---- | ---- |
| UCI Europe Tour | 656e | 472e |      | 636e |      | 1 021e |      |      |      |      | 739e |